# Дейл, Генри
Сэр Ге́нри Ха́ллетт Дейл (англ. Henry Hallett Dale; 9 июня 1875, Лондон — 23 июля 1968, Кембридж) — английский физиолог, лауреат Нобелевской премии по физиологии или медицине в 1936 году. Директор Национального института медицинских исследований с 1928 по 1942 год.

## Биография
Генри Халлетт Дейл родился 9 июня 1875 года в городе Лондоне.
Совместно с химиком Джоржем Баргером обнаружили неизвестное ранее биологически активное вещество, в дальнейшем идентифицированное как β-имидазолил-этиламин и позже получившее наименование гистамин. Через несколько лет, в опытах на животных, Дейл установил, что введение гистамина, увеличивая желудочную секрецию, способствует развитию язвенной болезни.
Почётный член Академии наук СССР (c 08.05.1942). 27 ноября 1948 года опубликовал в «Таймс» открытое письмо президенту АН СССР С. И. Вавилову, в котором объявил об отказе от этого звания в знак протеста против ограничений исследовательской и преподавательской работы в области генетики в СССР. Исключён из Академии наук решением Общего собрания 10 января 1949 года.
Сэр Генри Халлетт Дейл умер 23 июля 1968 года в Кембридже.

## Награды и признание
- 1924 — Королевская медаль
- 1932 — Рыцарь-бакалавр
- 1936 — Нобелевская премия по физиологии или медицине совместно с Отто Лёви, «за открытия, связанные с химической передачей нервных импульсов»
- 1937 — Медаль Копли
- 1943 — Рыцарь Большого Креста Ордена Британской империи
- 1944 — орден Заслуг (Великобритания)
- 1954 — Медаль Бантинга[нем.]
- 1955 — Pour le Mérite[6]
- 1956 — Медаль Альберта (Королевское общество искусств)
- 1962 — Плакетка Шмидеберга[нем.]

- Диплом Нобелевской премии Генри Дейла

## Память
В 1976 году Международный астрономический союз присвоил имя Генри Дейла кратеру на видимой стороне Луны.